# Prigor
Prigor è un comune della Romania di 2746 abitanti, ubicato nel distretto di Caraș-Severin, nella regione storica del Banato.
Il comune è formato dall'unione di 5 villaggi: Borlovenii Noi, Borlovenii Vechi, Pătaș, Prigor, Putna.